# Father, Dear Father
Father, Dear Father é uma série de comédia britânica produzida pela Thames Television para a ITV de 1968 a 1973 estrelada por Patrick Cargill.

## Sinopse
A série original se concentra no romancista britânico divorciado Patrick Glover (Patrick Cargill) e suas filhas, Karen (Ann Holloway) e Anna (Natasha Pyne), um casal de garotas animadas em seus adolescentes. A família mora em Hampstead, Londres. Outro membro da casa é a babá das meninas (Noel Dyson). Além de lidar com sua prole, Patrick também enfrenta frequentes problemas com sua ex-esposa Barbara (Ursula Howells) e seu atual marido Bill Mossman (interpretado por Patrick Holt e depois Tony Britton). Há também seu irmão Philip (Donald Sinden), sua mãe (Joyce Carey), seu agente Georgie Thompson (Sally Bazely Series 1 e 2 e depois Dawn Addams Series 4-7), seu editor Ian Smyth (Michael Segal na série 3) e seu cachorro São Bernardo 'H. G. Wells'. Após o término da sexta temporada, Anna contrai matrimônio com Tim Tanner (Jeremy Child), que passou a integrar o elenco fixo na temporada final.

## Outras adaptações
A série foi subsequentemente transformada em um filme derivado do mesmo título lançado em 1973. Uma sequência australiana da mesma série (embora geralmente referida como Father, Dear Father na Austrália para distingui-la do original do Reino Unido) seguiu em 1978. No mesmo ano, uma adaptação alemã ocidental Oh, dieser Vater [en] estrelada por Willy Millowitsch começou, durando até 1981.